# Eumène II
Pour les articles homonymes, voir Eumène.
Eumène II Sôter, « le Sauveur » (grec ancien : Εὐμένης), né en 221 av. J.-C. et mort en 159/158 av. J.-C., est un roi de Pergame de la dynastie des Attalides. Son règne s'étend de 197 à 159/158 av. J.-C. Il est l'allié des Romains durant la guerre antiochique et la troisième guerre macédonienne. C’est sous le règne d’Eumène II que le royaume de Pergame atteint son apogée territorial et culturel. Son règne donne lieu à la construction de la bibliothèque de Pergame, deuxième plus grande bibliothèque du monde hellénistique derrière celle d’Alexandrie. On suppose aussi que le Grand autel de Pergame est construit au début du règne d’Eumène II.

## Biographie

### Début du règne d'EumèneII(197 - 188 av. J.-C.)
Eumène est le fils aîné d'Attale Ier et d'Apollônis de Cyzique, à qui Polybe rend hommage dans ses Histoires. Eumène II succède à son père Attale Ier en 197 av. J.-C. alors qu’il a 24 ans. Il est associé aux prérogatives royales du vivant de son père. 

#### Politique pro-romaine
Les Attalides sont alliés à Rome depuis Attale Ier, après un « traité d’amitié » avec Rome à partir de 209 av. J.-C.
À cette époque, de nombreuses batailles navales opposent d'un côté Philippe V et Antiochos III à Eumène, allié aux Romains et aux Rhodiens de l'autre. Ces derniers l'emportent après les batailles de Sidé et de Myonnésos, toutes deux en 190 av. J.-C. Il s'allie avec les Romains pour contrer l'expansion séleucide vers la mer Égée.  
Cette politique pro-romaine est aussi avantageuse pour Eumène II lui-même puisque Tite-Live, à travers l’historien Quintus Claudius Quadrigarius, nous parle d’une clause du sénat romain défendant à Philippe V “d’attaquer le nouveau roi de Pergame, Eumène, fils d’Attale”.  

#### Allié de Rome dans le conflit contreAntiochosIII(192 - 188 av. J.-C.)
Eumène II est un allié de poids des Romains pendant la guerre antiochique (192 - 188 av. J.-C.). La guerre antiochique est le conflit qui voit s'opposer les Romains et Antiochos III, le puissant souverain hellénistique d'Asie. En 196 av. J.-C., Antiochos III devient menaçant en envahissant la Thrace. Il se justifie en prétendant revendiquer l'héritage de son ancêtre Séleucos Ier. Cela ne rassure pas les Romains qui y voient un moyen pour Antiochos d'accéder à la Grèce. Vers 196 - 195 av. J.-C., le proconsul et philhellène Quinctius Flamininus fait des alliances pour le compte de Rome afin de calmer les ardeurs d'Antiochos. Cependant les Étoliens s'allient à Antiochos III et lui demandent son aide en Grèce centrale. En plus de cela, Antiochos III reçoit dans sa cour Hannibal qui a fui de Carthage. Les Romains s'inquiètent d'une alliance militaire entre Antiochos et Hannibal et d'un double débarquement à Carthage et en Grèce.
Eumène II se voit proposer une alliance par Antiochos III qu’il refuse en 194 av. J.-C. comme il l'explique au sénat romain lors des négociations à la fin de la guerre antiochique en mai 189 av. J.-C. Au contraire, Eumène II réaffirme le lien de son royaume avec Rome. Eumène II est l’un de ceux qui encouragent Rome à une action militaire contre Antiochos III et il est l’un des principaux alliés asiatiques de Rome avec Rhodes. Rhodes et Eumène parviennent à arrêter Hannibal et sa flotte qui doivent rejoindre Antiochos III dans la perspective de ce conflit.
Eumène II apporte un soutien militaire non négligeable aux troupes romaines. Eumène commande notamment la cavalerie romaine lors d’un affrontement dans la plaine de Magnésie du Sipyle entre Rome (30 000 hommes) et Antiochos et son armée de 75 000 hommes. Rome et ses alliés asiatiques que sont Rhodes et Pergame gagnent la guerre. Rome domine l’Asie Mineure et impose ses conditions lors de la paix d’Apamée au printemps 188 av. J.-C.

### Paix d'Apamée et fin du règne (188 - 159 av. J.-C. )

#### Conséquences de la paix d'Apamée
À la suite de la paix d'Apamée (188), Antiochos III est repoussé au-delà du Mont Taurus. Eumène II reçoit quant à lui plusieurs territoires qui agrandissent considérablement son royaume. En effet, il obtient des commissaires romains en 187 av. J.-C. : la Chersonèse d'Europe (actuelle Péninsule de Gallipoli) et une partie de l'Asie Mineure comprenant, la Mysie, les deux Phrygies (la Phrygie près de l'Hellespont et la grande Phrygie), la Lycaonie, la Lycie (la partie montagneuse appelée la Milyade et la ville de Telmessos), la Lydie (avec la ville de Tralles ou Séleucie du Méandre), et la ville d'Éphèse en Ionie,.  

#### Mariage
Il se marie avec Stratonice qui est la fille du roi de Cappadoce Ariarathe IV.

#### Conflits avec la Bithynie et le Pont
Le roi de Bithynie, Prusias Ier, estime avoir été lésé par la paix d’Apamée. En effet, le royaume de Pergame a obtenu une grande partie de l’ancien royaume séleucide appartenant à Antiochos III.

#### Troisième guerre macédonienne
La troisième guerre macédonienne est un conflit qui voit s'opposer Rome et Persée, le fils de Philippe V. Philippe V avait été soumis aux intérêts romains mais il a nourri une certaine vengeance selon Tite-Live et a fait assassiner son fils Démétrios. Philippe V avait été loyal aux Romains pendant la guerre antiochique en s'opposant à Antiochos III. Dans le début des années 180 av. J.-C., Philippe V est la cause de nombreux mécontentements. En effet, des cités se plaignent auprès de Rome que Philippe V mette du temps à retirer ses garnisons et Philippe V perpètre un massacre à Maronée. Eumène II en profite pour appeler le sénat romain. Philippe V envoie son fils aîné Démétrios pour dialoguer avec les Romains. Ce dernier parvient à calmer les tensions mais il est accusé par son frère Persée de complicité avec les Romains. Philippe V le fait assassiner "pour ruiner toute possibilité d'influence romaine sur son royaume après sa mort". Son fils Persée monte sur le trône du royaume de Macédoine en 179 av. J.-C. Persée fait tout pour conserver de bonnes relations avec Rome et tout se passe apparemment bien jusqu'en 175 av. J.-C.  Eumène se plaint beaucoup auprès du sénat romain des agissements de Persée. Cela aboutit à ce qu'en 175 av. J.-C., Rome se coupe diplomatiquement de Persée et de la Macédoine au profit d'Eumène, Rhodes et d'autres alliés. Désormais, les rapports deviennent de plus en plus difficiles entre la Macédoine de Persée et Rome. À Rome on commence à dénoncer "les complots du roi de Macédoine contre tous les Grecs vivant sous un régime démocratique" (v. Ferrary 1988, 170 s.). La guerre parvient en 172 av. J.-C.. Persée domine la première partie du conflit de 172 à 171 av. J.-C.. À partir de 168 av. J.-C., le consul Lucius Aemillius Paullus (Paul Émile) commande l'armée romaine qui vainc définitivement Persée à la bataille de Pydna le 22 juin 168 av. J.-C. où l'armée macédonienne est décimée.
Pendant la troisième guerre macédonienne, Eumène II adopte une attitude clairement anti-macédonienne qu'il défend auprès du sénat romain. Pourquoi Eumène II s'oppose-t-il autant à Persée et au royaume de Macédoine ? L'historien helléniste Édouard Will propose plusieurs hypothèses dont l'idée qu'Eumène II jalouse Persée et son influence en Grèce mais aussi l'idée qu'il est impressionné par l'armée macédonienne et inquiet des intentions et des prétentions du nouveau roi macédonien.

#### Succession
Eumène II associe très vite son frère cadet Attale au trône. Plusieurs rencontres diplomatiques attestent de ce fait. Il monte sur le trône à la mort d’Eumène II et devient Attale II. Il poursuit la politique pro-romaine et se marie avec la veuve d’Eumène Stratonice.

### Généalogie
|                                 |                                 |                                 |                                 |                                  |                                  |                                  |                                  |                                  |                                  |                               |                               |                               |                               |         |  |                           |                           | Attalos de Tios = Boa     |                           |                           |                           |         |         |             |             |             |             |             |             |  |  |  |  |  |  |           |           |                  |                  |                  |                  |                  |                  |  |  |  |  |  |  |  |  |  |  |  |  |  |  |  |  |  |  |
|                                 |                                 |                                 |                                 |                                  |                                  |                                  |                                  |                                  |                                  |                               |                               |                               |                               |         |  |                           |                           |                           |                           |                           |                           |         |         |             |             |             |             |             |             |  |  |  |  |  |  |           |           |                  |                  |                  |                  |                  |                  |  |  |  |  |  |  |  |  |  |  |  |  |  |  |  |  |  |  |
|                                 |                                 |                                 |                                 |                                  |                                  |                                  |                                  |                                  |                                  |                               |                               |                               |                               |         |  |                           |                           |                           |                           |                           |                           |         |         |             |             |             |             |             |             |  |  |  |  |  |  |           |           |                  |                  |                  |                  |                  |                  |  |  |  |  |  |  |  |  |  |  |  |  |  |  |  |  |  |  |
|                                 |                                 |                                 |                                 |                                  |                                  |                                  |                                  |                                  |                                  |                               |                               |                               |                               |         |  |                           |                           |                           |                           |                           |                           |         |         |             |             |             |             |             |             |  |  |  |  |  |  |           |           |                  |                  |                  |                  |                  |                  |  |  |  |  |  |  |  |  |  |  |  |  |  |  |  |  |  |  |
| Philétairos (282-263)           | Philétairos (282-263)           | Philétairos (282-263)           | Philétairos (282-263)           | Philétairos (282-263)            | Philétairos (282-263)            |                                  |                                  |                                  |                                  |                               |                               |                               |                               |         |  |                           |                           | Attalos                   | Attalos                   | Attalos                   | Attalos                   | Attalos | Attalos |             |             |             |             |             |             |  |  |  |  |  |  |           |           | Euménès = Satyra | Euménès = Satyra | Euménès = Satyra | Euménès = Satyra | Euménès = Satyra | Euménès = Satyra |  |  |  |  |  |  |  |  |  |  |  |  |  |  |  |  |  |  |
| Philétairos (282-263)           | Philétairos (282-263)           | Philétairos (282-263)           | Philétairos (282-263)           | Philétairos (282-263)            | Philétairos (282-263)            |                                  |                                  |                                  |                                  |                               |                               |                               |                               |         |  |                           |                           | Attalos                   | Attalos                   | Attalos                   | Attalos                   | Attalos | Attalos |             |             |             |             |             |             |  |  |  |  |  |  |           |           | Euménès = Satyra | Euménès = Satyra | Euménès = Satyra | Euménès = Satyra | Euménès = Satyra | Euménès = Satyra |  |  |  |  |  |  |  |  |  |  |  |  |  |  |  |  |  |  |
|                                 |                                 |                                 |                                 |                                  |                                  |                                  |                                  |                                  |                                  |                               |                               |                               |                               |         |  |                           |                           |                           |                           |                           |                           |         |         |             |             |             |             |             |             |  |  |  |  |  |  |           |           |                  |                  |                  |                  |                  |                  |  |  |  |  |  |  |  |  |  |  |  |  |  |  |  |  |  |  |
|                                 |                                 |                                 |                                 |                                  |                                  |                                  |                                  | Attalos (263-241) = Antiochis    | Attalos (263-241) = Antiochis    | Attalos (263-241) = Antiochis | Attalos (263-241) = Antiochis | Attalos (263-241) = Antiochis | Attalos (263-241) = Antiochis |         |  |                           |                           |                           |                           |                           |                           |         |         | Eumène I    | Eumène I    | Eumène I    | Eumène I    | Eumène I    | Eumène I    |  |  |  |  |  |  |           |           | ?                | ?                | ?                | ?                | ?                | ?                |  |  |  |  |  |  |  |  |  |  |  |  |  |  |  |  |  |  |
|                                 |                                 |                                 |                                 |                                  |                                  |                                  |                                  | Attalos (263-241) = Antiochis    | Attalos (263-241) = Antiochis    | Attalos (263-241) = Antiochis | Attalos (263-241) = Antiochis | Attalos (263-241) = Antiochis | Attalos (263-241) = Antiochis |         |  |                           |                           |                           |                           |                           |                           |         |         | Eumène I    | Eumène I    | Eumène I    | Eumène I    | Eumène I    | Eumène I    |  |  |  |  |  |  |           |           | ?                | ?                | ?                | ?                | ?                | ?                |  |  |  |  |  |  |  |  |  |  |  |  |  |  |  |  |  |  |
|                                 |                                 |                                 |                                 |                                  |                                  |                                  |                                  | Attale I (241-197) = Apollonis   |                                  |                               |                               |                               |                               |         |  |                           |                           |                           |                           |                           |                           |         |         |             |             |             |             |             |             |  |  |  |  |  |  |           |           |                  |                  |                  |                  |                  |                  |  |  |  |  |  |  |  |  |  |  |  |  |  |  |  |  |  |  |
|                                 |                                 |                                 |                                 |                                  |                                  |                                  |                                  |                                  |                                  |                               |                               |                               |                               |         |  |                           |                           |                           |                           |                           |                           |         |         |             |             |             |             |             |             |  |  |  |  |  |  |           |           |                  |                  |                  |                  |                  |                  |  |  |  |  |  |  |  |  |  |  |  |  |  |  |  |  |  |  |
|                                 |                                 |                                 |                                 |                                  |                                  |                                  |                                  |                                  |                                  |                               |                               |                               |                               |         |  |                           |                           |                           |                           |                           |                           |         |         |             |             |             |             |             |             |  |  |  |  |  |  |           |           |                  |                  |                  |                  |                  |                  |  |  |  |  |  |  |  |  |  |  |  |  |  |  |  |  |  |  |
|                                 |                                 |                                 |                                 | Eumène II (197-158) = Stratonice | Eumène II (197-158) = Stratonice | Eumène II (197-158) = Stratonice | Eumène II (197-158) = Stratonice | Eumène II (197-158) = Stratonice | Eumène II (197-158) = Stratonice |                               |                               |                               |                               |         |  | Attale II (159-138)       | Attale II (159-138)       | Attale II (159-138)       | Attale II (159-138)       | Attale II (159-138)       | Attale II (159-138)       |         |         | Philétairos | Philétairos | Philétairos | Philétairos | Philétairos | Philétairos |  |  |  |  |  |  | Athénaios | Athénaios | Athénaios        | Athénaios        | Athénaios        | Athénaios        |                  |                  |  |  |  |  |  |  |  |  |  |  |  |  |  |  |  |  |  |  |
|                                 |                                 |                                 |                                 | Eumène II (197-158) = Stratonice | Eumène II (197-158) = Stratonice | Eumène II (197-158) = Stratonice | Eumène II (197-158) = Stratonice | Eumène II (197-158) = Stratonice | Eumène II (197-158) = Stratonice |                               |                               |                               |                               | <= ? => |  | Attale II (159-138)       | Attale II (159-138)       | Attale II (159-138)       | Attale II (159-138)       | Attale II (159-138)       | Attale II (159-138)       |         |         | Philétairos | Philétairos | Philétairos | Philétairos | Philétairos | Philétairos |  |  |  |  |  |  | Athénaios | Athénaios | Athénaios        | Athénaios        | Athénaios        | Athénaios        |                  |                  |  |  |  |  |  |  |  |  |  |  |  |  |  |  |  |  |  |  |
|                                 |                                 |                                 |                                 |                                  |                                  |                                  |                                  |                                  |                                  |                               |                               |                               |                               |         |  |                           |                           |                           |                           |                           |                           |         |         |             |             |             |             |             |             |  |  |  |  |  |  |           |           |                  |                  |                  |                  |                  |                  |  |  |  |  |  |  |  |  |  |  |  |  |  |  |  |  |  |  |
| Attale III (138-133) = Bérénice | Attale III (138-133) = Bérénice | Attale III (138-133) = Bérénice | Attale III (138-133) = Bérénice | Attale III (138-133) = Bérénice  | Attale III (138-133) = Bérénice  |                                  |                                  |                                  |                                  |                               |                               |                               |                               |         |  | Aristonicos (mort en 129) | Aristonicos (mort en 129) | Aristonicos (mort en 129) | Aristonicos (mort en 129) | Aristonicos (mort en 129) | Aristonicos (mort en 129) |         |         |             |             |             |             |             |             |  |  |  |  |  |  |           |           |                  |                  |                  |                  |                  |                  |  |  |  |  |  |  |  |  |  |  |  |  |  |  |  |  |  |  |

## Héritage

### Grand autel de Pergame
Eumène II est souvent associé au Grand autel de Pergame, mais sans certitude : le roi à l'origine de son édification peut être Eumène II, mais également son successeur Attale II : Eumène II est divinisé, mais les recherches archéologiques ne permettent pas de savoir si la date exacte de cette divinisation a été décidée de son vivant ou post-mortem. Son frère Attale II aurait pu lui rendre hommage par cet autel après sa mort. 

### Bibliothèque de Pergame
Il mène une véritable politique culturelle, et fait construire à Pergame une bibliothèque digne de celle d'Alexandrie. Le roi Ptolémée V, jaloux de cette bibliothèque qui faisait de l'ombre à la sienne, aurait fait stopper les exportations de papyrus vers Pergame afin d'empêcher son développement. Mais Pergame résiste et est, selon Pline l'Ancien, à l'origine de l'invention du parchemin. Ne disposant plus de papyrus pour écrire, on utilisa la peau d'un animal jeune pour écrire. Ce nouveau support d'écriture prit le nom de pergamena charta ou pergamina charta, d’où dérive le terme parchemin. Le parchemin, plus solide et moins cassant, mais plus cher que le papyrus, mit plusieurs siècles à s'imposer.

### Représentation d'EumèneII

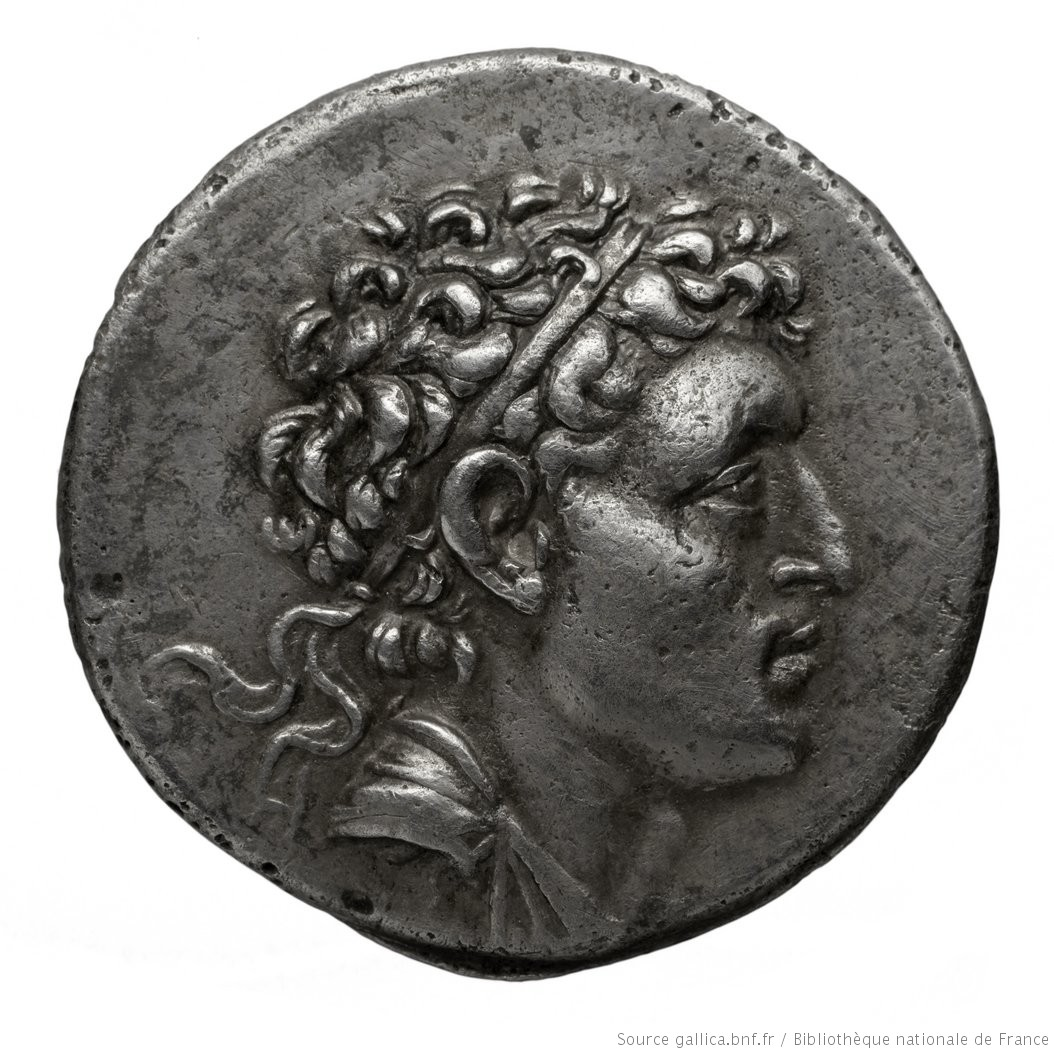
DROIT : Diamètre 3,2 cm ; poids 16,62 g ; H tête 1,9 cm : ép. Tête 2,1 cm ; H buste 2,6 cm.

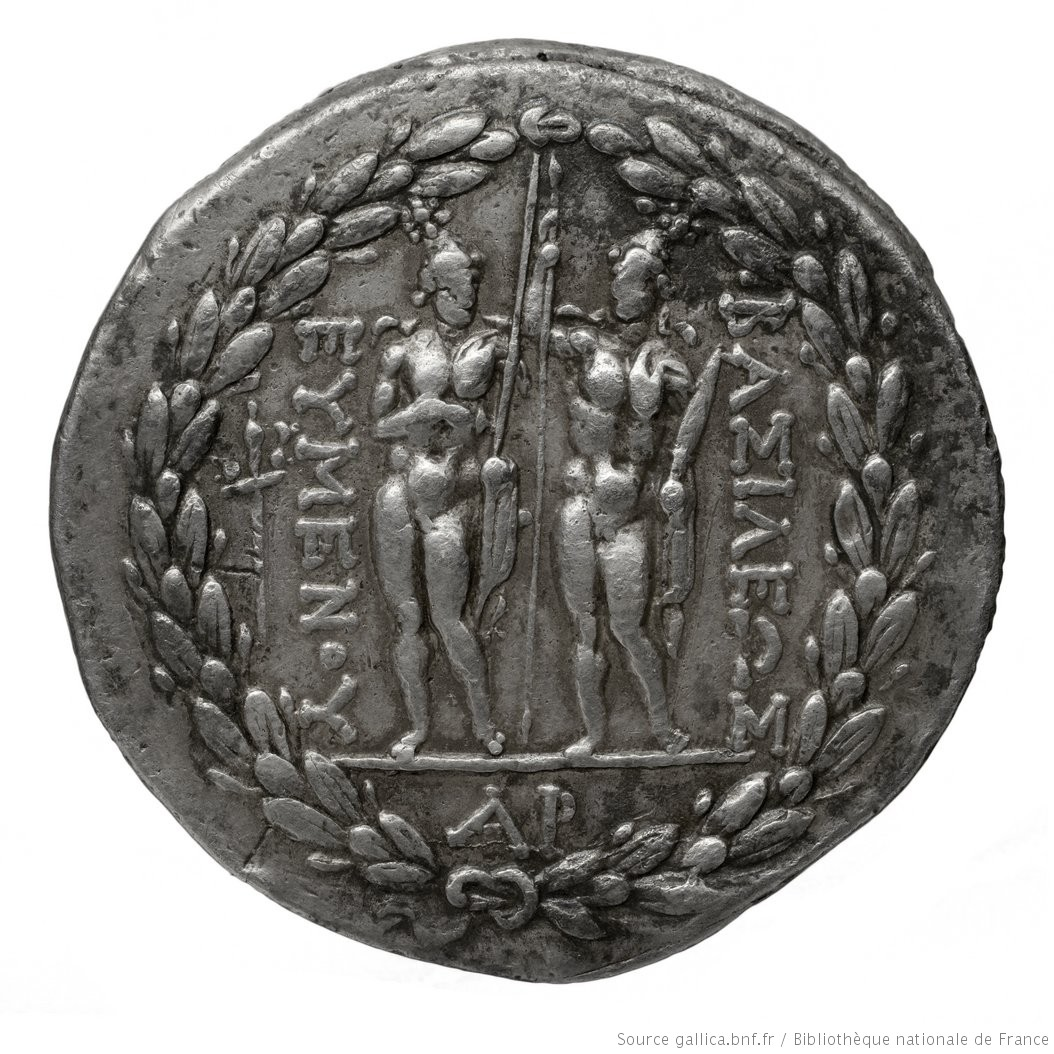
REVERS : Diamètre 3,2 cm ; poids 16,62 g ; H tête 1,9 cm : ép. Tête 2,1 cm ; H buste 2,6 cm.

Philétaire, fondateur de la dynastie des Attalides est traditionnellement le seul à être représenté sur les pièces de monnaie du royaume. Mais Eumène II, rompt avec cette tradition car l'émission de ce Tétradrachmes en argent survient à la suite d'un événement important de la vie du roi. En 167, Eumène II est de retour de Rome et se trouve en Grèce, il est alors victime d'un attentat sur sa personne, probablement commandité par Persée roi de Macédoine. Dans un premier temps Eumène II est annoncé comme mort et sa veuve, restée à Pergame, épouse rapidement son jeune frère le futur Attale II. Mais Eumène II survit miraculeusement, à son retour il récupère son royaume et sa femme Stratonice, et pour fêter cela on fait battre monnaie à son effigie. On estime la frappe de cette monnaie aux alentours des années 163 - 161.
Voici la description du Tétradrachme d'Eumène II par l'archéologue François Queyrel :
Le droit :
Eumène II est ceint du diadème et vêtu d'une chlamyde agrafée sur l'épaule droite. De courtes boucles, plus fournies à l'aplomb du front, virevoltent sur son crâne. Le visage a des traits aigus, un nez busqué, un œil enfoncé près de la racine du nez. La lèvre supérieure est en en avancée sur la lèvre inférieure et le menton est proéminent. Devant ce visage malingre on a souvent évoqué les indications données par Polybe sur la santé débile du roi. Le style est empreint d'une simplicité qui renonce à tout effet de pathétique outrancier.
Le revers :
Le revers présente les Cabires nus, souvent assimilés aux Dioscures, caractérisés par l'étoile placée au-dessus du pilos lauré. Leur tête est ceinte du diadème. Tous deux tiennent une hampe qui appartient certainement à une lance. […] Le dioscure de droite tient de la main gauche l'épée dans son fourreau. Il reprend une pose héritée d'Alexandre, comme l'indique la comparaison avec la statuette en bronze de l'Alexandre Lépine.

## Sources antiques
- Polybe, Histoires [détail des éditions] [lire en ligne].
- Pline l'Ancien, Histoire naturelle [détail des éditions] [lire en ligne].
- Tite-Live, Histoire romaine.